# NGC 5807
NGC 5807 este o galaxie eliptică situată în constelația Dragonul. A fost descoperită în 14 septembrie 1866 de către Heinrich Louis d'Arrest.